# Francesco Mander
Francesco Mander est un chef d'orchestre, compositeur et écrivain italien né le 26 octobre 1915 à Rome et mort le 2 septembre 2004 à Latisana.

## Biographie
Francesco Mander naît le 26 octobre 1915 à Rome.
Il étudie à Milan et au Conservatoire Sainte-Cécile de sa ville natale, le piano et la composition, et fait ses débuts à la Fenice en 1942. Il achève des études universitaires de lettres classiques puis commence une carrière de chef d'orchestre qui le conduit à la tête de l'Orchestre de chambre italien puis de l'Orchestre symphonique de Madrid, entre 1949 et 1951.
Francesco Mander poursuit une carrière internationale de chef invité en même temps qu'une activité de compositeur, qu'il cesse subitement, estimant manquer d'imagination et d'originalité. Il continue cependant à diriger et prend la tête du National Symphony Orchestra d'Afrique du Sud, à Johannesburg, de 1969 à 1976.
À partir de 1978, il délaisse progressivement ses activités musicales et privilégie l'écriture de contes et romans.
Comme compositeur, Francesco Mander est l'auteur de deux symphonies, de Variations symphoniques, d'un Concerto pour violoncelle, de Corale profano, d'un quatuor à cordes et de musiques de film, notamment.
Il meurt le 2 septembre 2004 à Latisana.